# جیمز اندرسون (بسکتبال)
جیمز لی اندرسون (به انگلیسی: James Lee Anderson) متولد ۱۹۸۹ میلادی در الدورادو٬ آرکانسا بازیکن حرفه‌ای ان بی ای آمریکایی بود.
اندرسون در دانشگاه ایالتی اوکلاهوما بسیار درخشید و به عنوان یکی از بهترین بازیکنان آن تیم انتخاب شد.
او سپس در سال ۲۰۱۰ در درفت سرتاسری ان بی ای در رتبه بیستم توسط سن آنتونیو اسپرز گزینش گردید اما در آغاز فصل دچار مصدومیت از ناحیه پا گردید و نیمکت‌نشین شد. اما هرگز نتوانست در این تیم جایی برای خود پیدا کند. نهایتاً در سال ۲۰۱۲ از کادر مدیریت تیم اسپرز خواستار پایان قرارداد خود گردید و در فصل ۲۰۱۳ از تیم کنار گزارده شد.
او سپس مدتی را در نقش شوتینگ گارد برای فیلادلفیا سونتی‌سیکسرز سپری کرد ولی نهایتاً سر از باشگاه خیمکی در لیگ روسیه سردرآورد.